# 科爾霍十字路口 (亞利桑那州)
科爾霍十字路口（英語：Correjo Crossing）是位於美國亞利桑那州阿帕契縣的一個非建制地區。該地的面積和人口皆未知。

## 地理
科爾霍十字路口的座標為34°05′30″N 109°12′13″W / 34.09167°N 109.20361°W，而該地的平均海拔高度為2227米（即7306英尺）。